# سیارک ۶۴۶۸
سیارک ۶۴۶۸ (به انگلیسی: 6468 Welzenbach، نامگذاری:1981ED19) شش هزار و چهارصد و شصت و هشتمین سیارک کشف شده‌است که در ۲ مارس ۱۹۸۱ کشف شد.
قدر مطلق سیارک برابر ۳۷.۱ است.